# Al-Battani

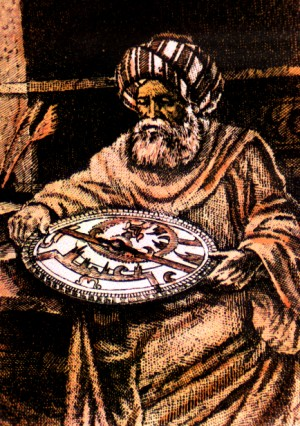
Al-Battānī ținând un astrolab

Abū ʿAbd Allāh Muḥammad ibn Jābir ibn Sinān al-Raqqī al-Ḥarrānī al-Ṣābiʾ al-Battānī, pe scurt: Muḥammad ibn Jābir al-Ḥarrānī al-Battānī (latinizat: Albategnius, Albategni sau Albatenius) (858 - 929) a fost un matematician, astronom și astrolog arab.
Este considerat cel mai mare astronom al epocii sale.
Avea o cultură vastă și era bine familiarizat cu știința și filozofia elenistică.
Operele sale științifice au fost apreciate atât în țările de cultură arabă, cât și în țările Europei occidentale.

## Activitate științifică
S-a ocupat de trigonometrie și a îmbunătățit tabelele astronomice ale lui Hiparh (879), utilizând în acest scop funcțiile trigonometrice.
A calculat cu precizie unghiul de înclinare eclipticii față de ecuator.
A întocmit un catalog de stele fixe și a demonstrat că poziția excentrică a Pământului în interiorul orbitei Soarelui nu coincide cu poziția indicată de Ptolemeu.
A introdus în geometrie sinusurile arcelor, renunțând la metoda înjumătățirii coardelor, care se utiliza până atunci.

## Scrieri
- Comentarii asupra Almagestei lui Ptolemeu
- Un tratat de astronomie și geografie
- Un tratat asupra avantajelor astrologiei.

## Posteritatea
Lucrările lui Al-Battani au servit ca bază pentru studiile trigonometrice ale lui Regiomontanus.
Începând cu secolul al XII-lea, operele sale sunt traduse în vestul Europei, cea mai veche astfel de traducere fiind a lui Plate Tiburtinus și care a circulat în lumea occidentală sub formă de cópii până în 1537, când a apărut prima ediție tipărită la Nürnberg.

### Aprecieri
Halley îl numește "Vir admirandi a cununis, ac in administrandis observationibus" (Bărbat cu o pătrundere de admirat și cel mai exersat în conducerea observațiilor).
Astronomul francez Bailly îl numește Cel mai mare astronom după Ptolemeu.
Laland îl consideră printre cei mai vestiți astronomi, iar Bryant cel mai faimos dintre astronomii arabi.
Le Bon scria că Lucrările acestui savant sunt numeroase și remarcabile.
Bouillet observă că scrierile sale sunt interesante prin exactitatea lor.